# سباستین بوئنو
سباستین بوئنو (انگلیسی: Sebastián Bueno؛ زادهٔ ۲۴ اکتبر ۱۹۸۱) بازیکن فوتبال اهل آرژانتین است.
از باشگاه‌هایی که در آن بازی کرده‌است می‌توان به باشگاه فوتبال پروجا، باشگاه فوتبال بانفیلد، و باشگاه فوتبال بنونتو اشاره کرد.
وی همچنین در تیم ملی فوتبال زیر ۲۰ سال آرژانتین بازی کرده‌است.